# Himno al templo de Kesh

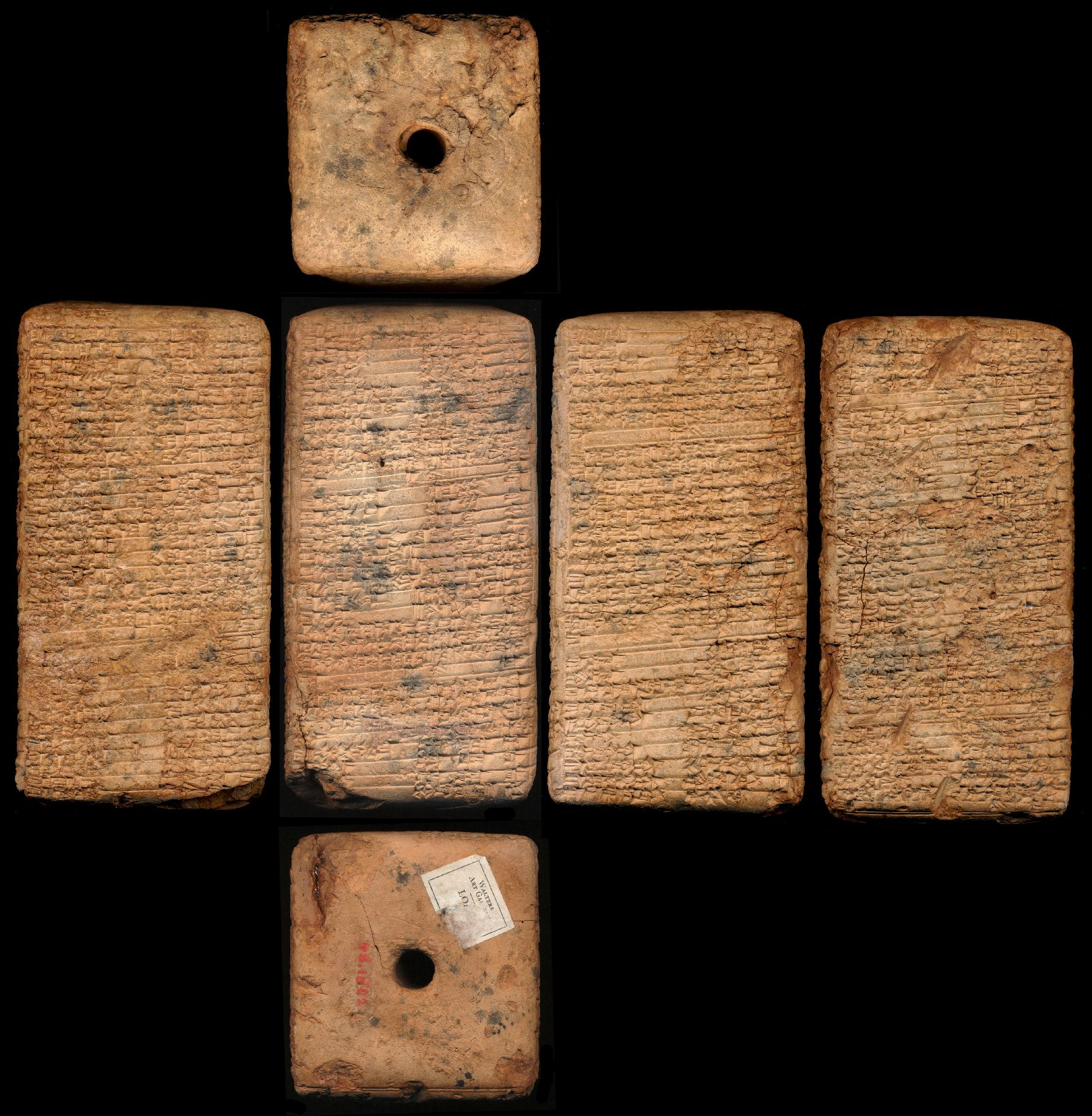
Tablilla prismática con el Himno al templo de Kesh

El Himno al templo de Kesh es una composición lírica sumeria cuya versión más antigua se halló en Abu Salabikh. Existen copias datables ocho siglos más tarde, en época paleobabilonia.
El texto de Abu Salabikh, del periodo protodinástico, fue encontrado por arqueólogos alemanes junto con otras tablillas en 1963, y es una de las obras escritas más antiguas de la humanidad, honor que comparte con las Instrucciones de Shurupak, una de cuyas versiones también se encontró allí. Es el texto considerado más importantes entre los hallados en las ruinas.